# ファッツ・ドミノ
アントワーヌ・ドミニク・ドミノ（Antoine Dominique Domino Jr., 1928年2月26日 - 2017年10月24日）は、ファッツ・ドミノ（Fats Domino）の名で知られるアメリカ合衆国のシンガーソングライター。
1950年代から1960年代初期にかけてアメリカで最も売れた黒人歌手のひとりである。ストライド奏法とブギウギの影響を受けた独自のブルース調のスタイルでピアノを演奏した。代表曲は、「Blueberry Hill」、「Ain't That A Shame」、「Walking To New Orleans」、「I'm Walkin' 」、「Blue Monday」など。
ロックンロールの創始者の一人と言われており、「ローリング・ストーンの選ぶ歴史上最も偉大な100組のアーティスト」において第25位だった。

## 略歴
1949年、インペリアル・レコードより「Detroit City Blues」でデビュー。B面に収録された「The Fat Man」がR&Bチャート2位の大ヒットを記録する。インペリアルには1963年まで在籍し、デイヴ・バーソロミューのプロデュースと共作のもと、リー・アレン、ハーブ・ハーデスティ（テナー・サクソフォン）、ウォルター・"パプース"・ネルソン、ロイ・モントレル（ギター）、コーネリアス・コールマン（ドラムス）ら強力なミュージシャンを揃え、数多くのヒットを世に送り出した。
1963年にABCレコードへ移籍するものの、以後インペリアル時代に匹敵するヒットは生まれていない。
1986年、ロックの殿堂入りを果たしている。
ニューオーリンズのロウワー・ナインス・ワード (下9地区) に自宅を構えていたが、2005年のハリケーン・カトリーナで浸水。一時は行方不明と伝えられたが無事救出された。ハリケーンでの被災後、彼は郊外のハーヴィーに引っ越したが、彼がそれまで住んでいた家屋は彼の出版事務所となり、その後も彼はしばしばそこを訪れていた。
2006年には、カトリーナの前にレコーディングした新作アルバム『Alive & Kickin' 』をリリースした。同年春のニューオーリンズ・ジャズ&ヘリテッジ・フェスティバルでは、最終日のトリを務める予定であったが、当日になってから体調不良を理由にキャンセル。演奏はしなかったものの、会場には現れ、ステージから観客に対し、演奏できないことを謝罪した。
ビートルズも彼をリスペクトしており、ジョン・レノンは『ロックン・ロール』で「Ain't That A Shame」をカバーし、ポール・マッカートニーは『バック・イン・ザ・U.S.S.R.』で、「I'm in Love Again」をカバーしている。奇しくも「I'm〜」はジョージ・ハリスンが「初めて聴いたロックのレコードだ」と発言していた。また、ビートルズが1968年3月にリリースした「レディ・マドンナ」はポールが「ドミノのモノマネをしながら歌い始めた」と作曲時のエピソードを語っている。同曲はドミノが同年8月にカバー・シングルをリリースし、同年のアルバム『Fats Is Back』に「ラブリー・リタ」のカバーとともに収録している。なお1964年にアメリカツアー中のビートルズと対面している。
2017年10月24日、ニューオーリンズ郊外に位置するルイジアナ州ハーヴィーの自宅にて死去。89歳だった。

## ディスコグラフィー

### オリジナル・アルバム
- 1956年 『Rock And Rollin' With Fats Domino』(Imperial)
- 1956年 『This Is Fats Domino』(Imperial)
- 1956年 『Rock And Rollin’ 』(Imperial)
- 1957年 『This Is Fats』(Imperial)
- 1957年 『Here Stands Fats Domino』(Imperial)
- 1957年 『The Fabulous Mr. D』(Imperial)
- 1958年 『Fats Domino Swings』(Imperial)
- 1959年 『Lets Play Fats Domino』(Imperial)
- 1960年 『...A Lot Of Dominos!』(Imperial)
- 1960年 『Sings Million Record Hits』(Imperial)
- 1961年 『Let The Four Winds Blow』(Imperial)
- 1961年 『I Miss You So』(Imperial)
- 1961年 『What A Party!』(Imperial)
- 1962年 『Million Sellers By Fats』(Imperial)
- 1962年 『Twistin' The Stomp』(Imperial)
- 1962年 『Just Domino』(Imperial)
- 1963年 『Walking To New Orleans』(Imperial)
- 1963年 『Here He Comes Again!』(Imperial)
- 1963年 『Here Comes Fats Domino』(ABC-Paramount)
- 1963年 『Let's Dance With Domino』(Imperial)
- 1964年 『Fats On Fire』(ABC-Paramount)
- 1965年 『Getaway With Fats Domino』(ABC-Paramount)
- 1965年 『Fats Domino '65』(Mercury)
- 1968年 『Fats Is Back』(Reprise)
- 1971年 『Fats』(Reprise)
- 1974年 『Hello Josephine - Live At Montreux』(Atlantic)
- 1977年 『Live In Europe』(United Artists)
- 1979年 『Sleeping On The Job』(Antagon)
- 1990年 『Antoine "Fats" Domino』(Tomato)
- 1993年 『Christmas Is A Special Day』(The Right Stuff)
- 2006年 『Alive And Kickin' 』(no label)[11]

## フォト・ギャラリー

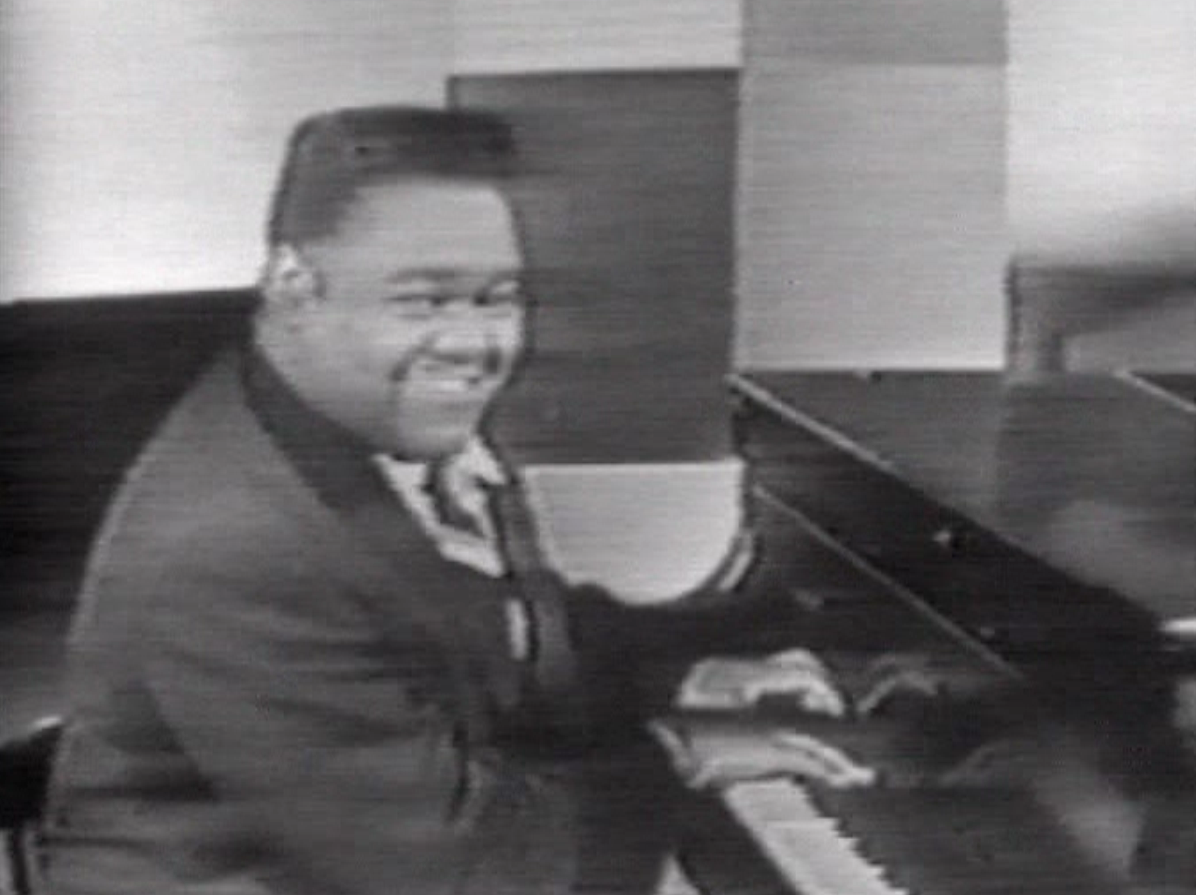
1956年当時のTVフィルムより
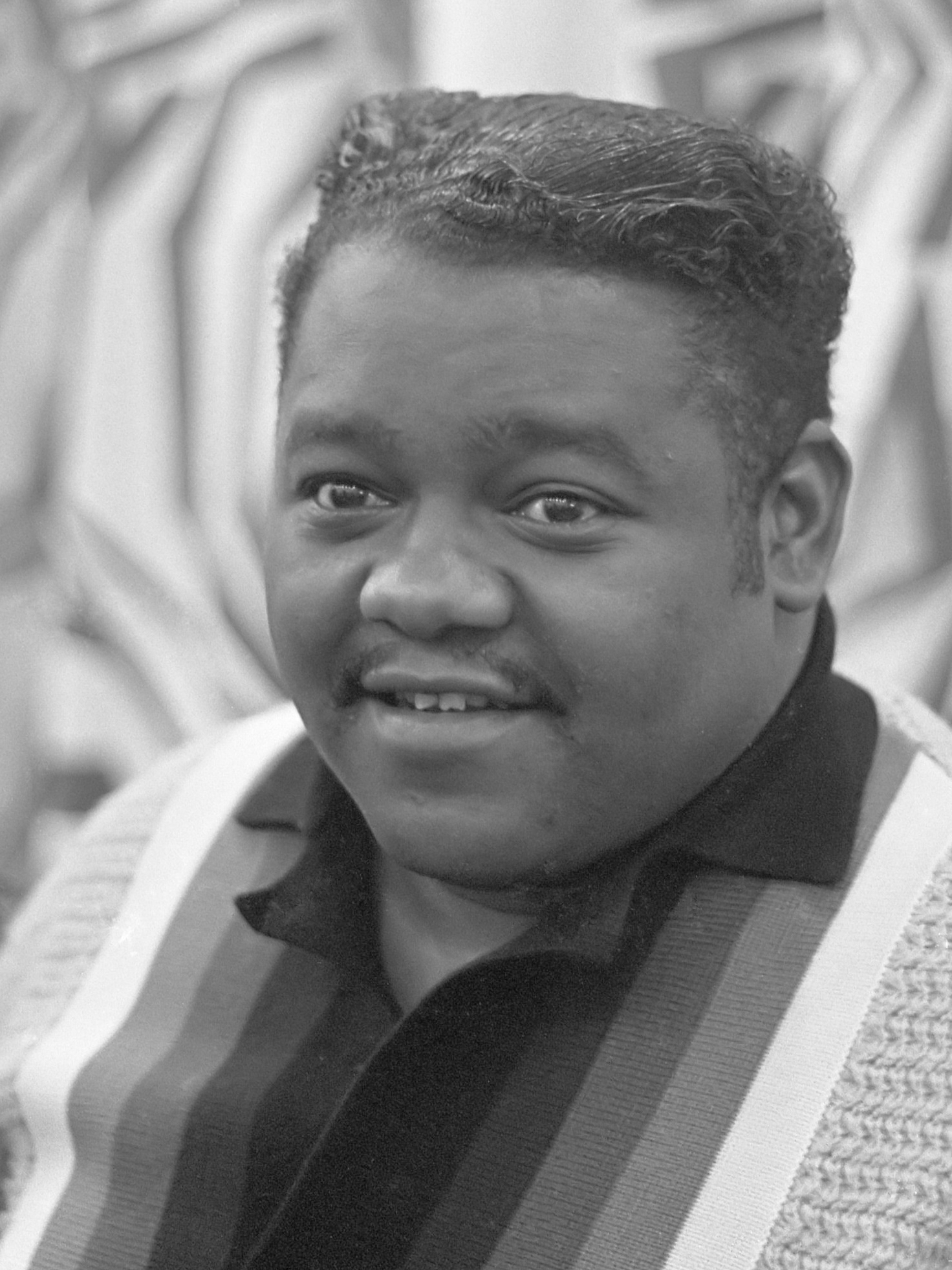
オランダ・アムステルダム公演（1962年）
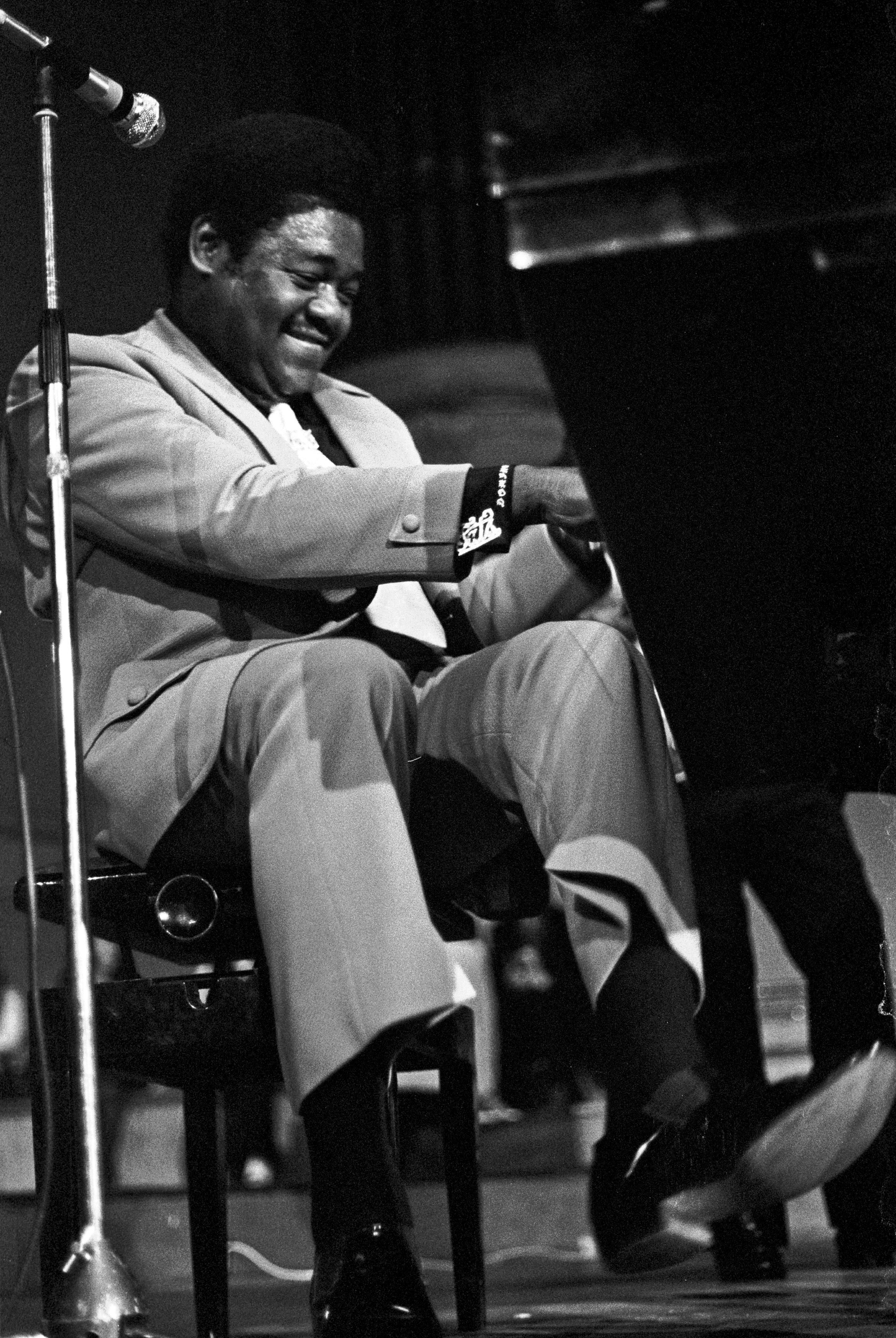
西ドイツ・ハンブルク公演（1973年）
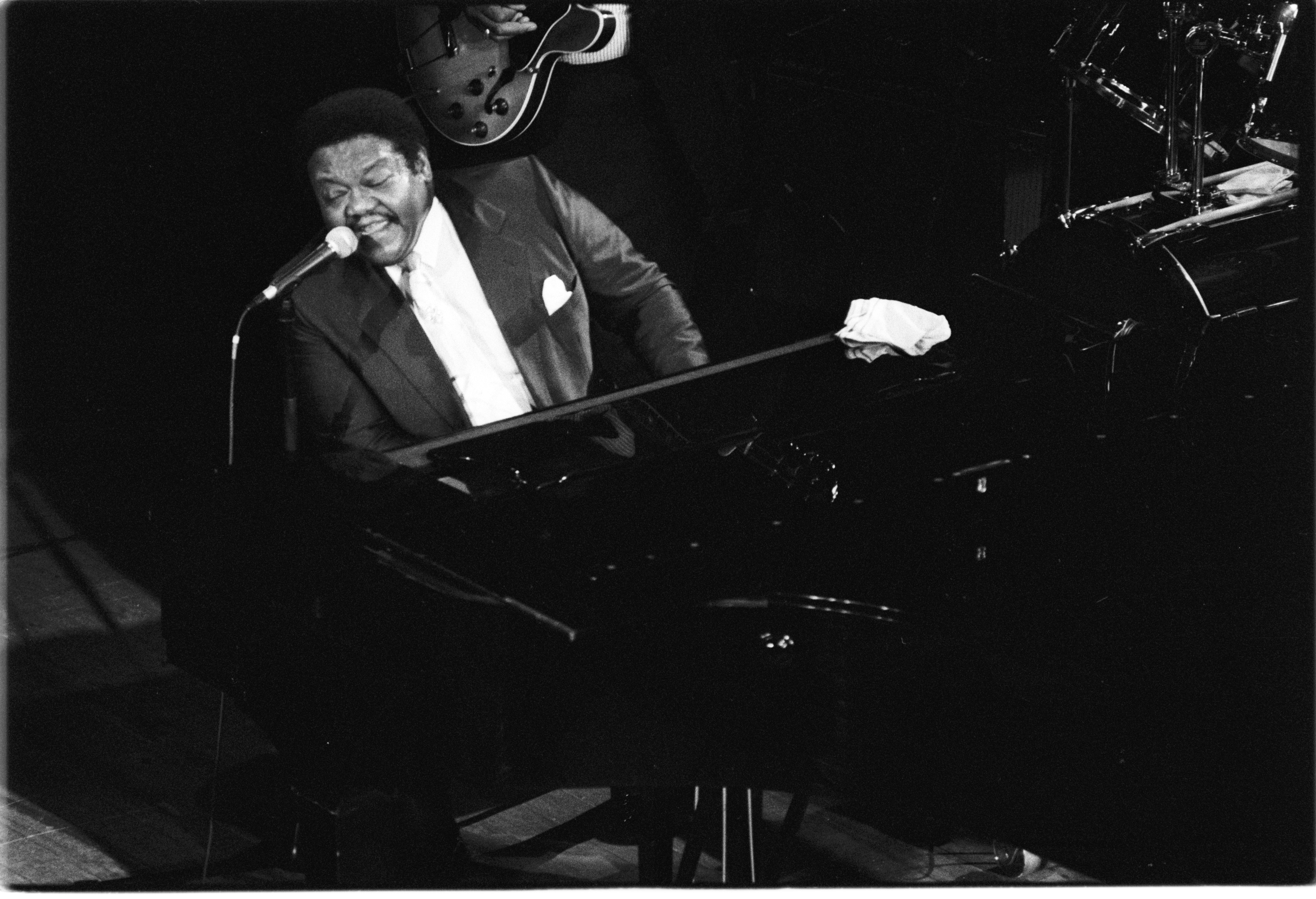
1980年代のフォト
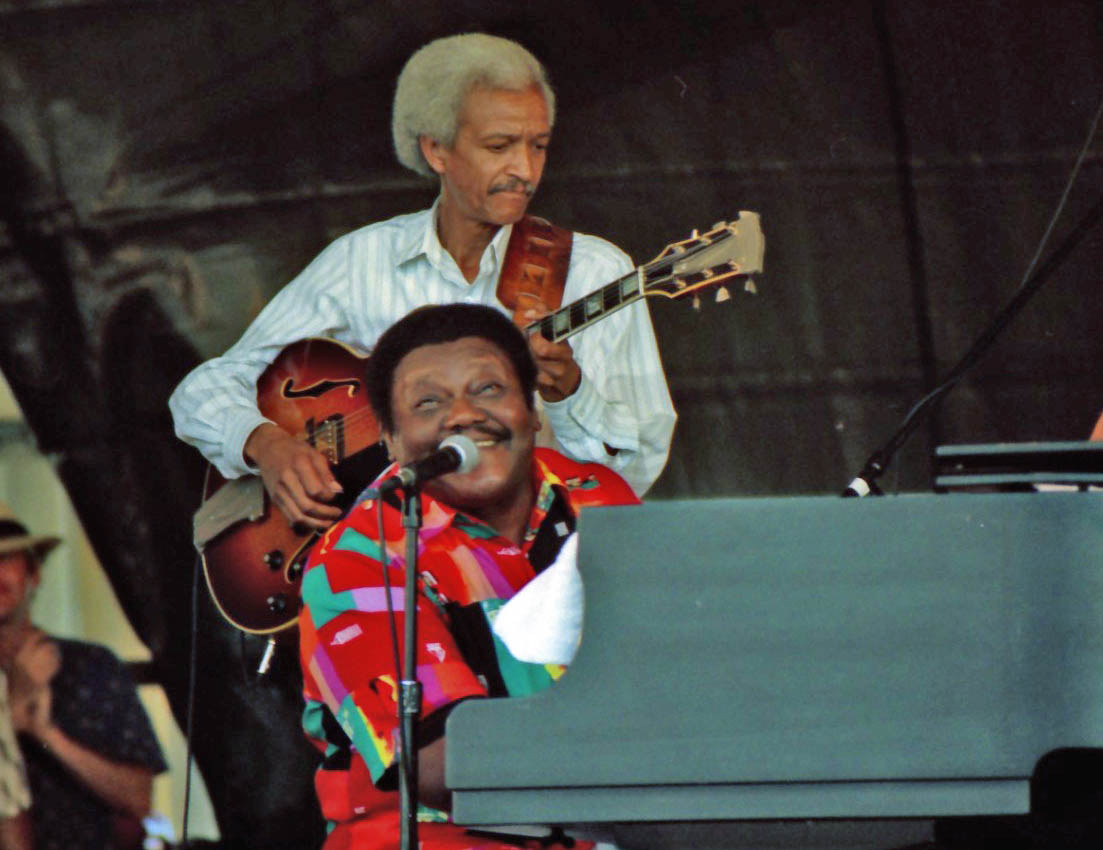
Jimmy Moliereと共演（1997年）
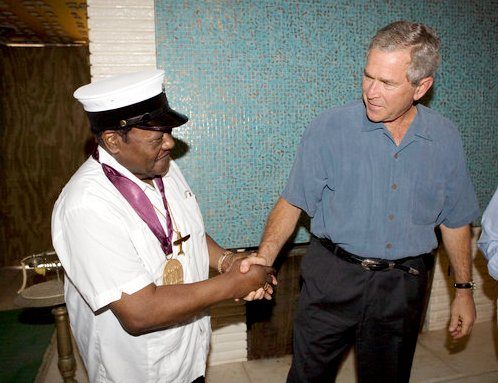
ニューオーリンズにて米大統領ジョージ・W・ブッシュと対面 (2006年8月)